# Бронебаштова батарея

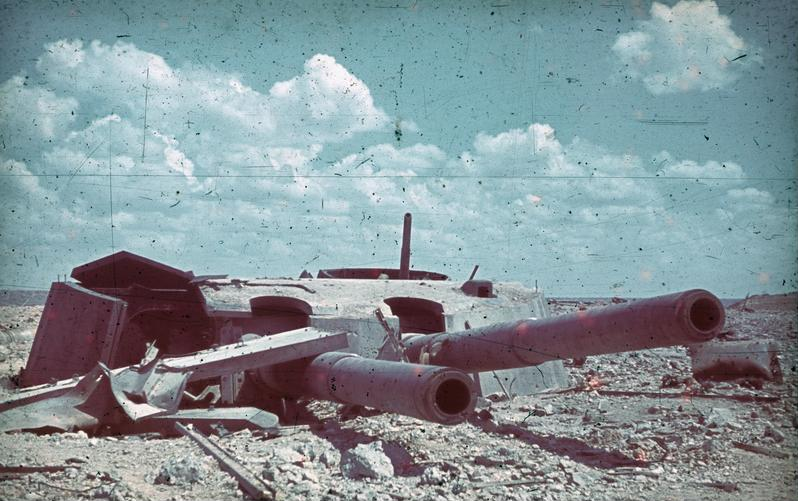
Бронебаштована батарея в системі Севастопольського укріпрайону (зруйнована, 1942-й рік)

Бронебаштована батарея — довготривала оборонна споруда, озброєна баштовою артилерією. Застосовувалися з кінця XIX століття до кінця XX століття як елемент фортечних укріплень або берегової оборони.
У СРСР бронебаштові батареї, зокрема, входили до системи Севастопольського укріпленого району та до системи берегової оборони Владивостока.
Під час холодної війни на шведському острові Ойя, також відомому як маяк Ландсорт, розташованому в Ботнічній затоці, був побудований гарматний комплекс для захисту від можливого радянського вторгнення. Комплекс складався з багатоповерхового підземного бункера, прихованого в гранітних скелях, із 38 баштовими гарматами калібром 120 мм, і дальністю стрільби до 27 км. Був розрахований на ядерний удар до 100 кілотонн.